# Кулажинська сільська рада (Броварський район)
Кулажинська сільська рада — колишній орган місцевого самоврядування у Броварському районі Київської області з адміністративним центром у с. Кулажинці.

## Загальні відомості
Історична дата утворення: 4 грудня 1994 року. Водоймища на території, підпорядковались даній раді: р. Трубіж.
Загальна площа землі в адмінмежах Кулажинської сільської ради — 8162,9 га.
Адреса 07445, Київська обл., Броварський р-н, с. Кулажинці, вул. Партизана Стригуна, 3.

## Населені пункти
Сільській раді підпорядковувались населені пункти:
- с. Кулажинці

## Склад ради
Рада складалась 12 депутатів та голови.

### Керівний склад ради
| ПІБ                           | Основні відомості                                                               | Дата обрання | Дата звільнення |
| ----------------------------- | ------------------------------------------------------------------------------- | ------------ | --------------- |
| Козюба Станіслав Анатолійович | Сільський голова, 1968 року народження, освіта середня спеціальна, безпартійний | 26.03.2006   | 31.10.2010      |
| Козюба Станіслав Анатолійович | Сільський голова, 1968 року народження, освіта середня спеціальна, безпартійний | 31.10.2010   |                 |

Примітка: таблиця складена за даними джерела